# Eua zebrina
Eua zebrina је пуж из реда Stylommatophora.

## Угроженост
Ова врста се сматра угроженом.

## Распрострањење
Врста је присутна само у Америчкој Самои.